# 劇団健康
劇団健康（げきだんけんこう）は、かつて存在した日本の劇団。

## 概要
1985年当時のインディーズバンドブームの中心的存在だったバンド「有頂天」のボーカリストとして活動していたケラ（現：ケラリーノ・サンドロヴィッチ）を中心に、犬山犬子（現：犬山イヌコ）、田口トモロヲ、みのすけらによって旗揚げされた。
1984年にケラは、宮沢章夫主宰の演劇ユニット「ドラマンス」の公演に感銘を受け、自らもこの劇団を旗揚げし、本格的に演劇の世界に身を投じていく事となる。
劇団旗揚げ当初はケラが当時主宰していたナゴムレコードのミュージシャン（大槻ケンヂや、のちに電気グルーヴを結成する石野卓球とピエール瀧など）も多数舞台にあがっていた。
1990年に劇団名を「劇団健康」から「健康」に改名。ナンセンスコメディー中心の14作品を上演するも、1992年解散。その後2005年に復活公演を行っている。

## 所属していた俳優
- ケラ（主宰者）
- 犬山犬子
- 田口トモロヲ
- みのすけ
- 大堀浩一
- 宍倉暁子
- 藤田秀世
- アベマリア
- 峯村リエ
- 手塚とおる
- 新村量子
- まつおあきら
- 立野みちよ
- 三宅弘城
- 川俣優子
- 秋山奈津子
- 福田徳彦
- 今江冬子
- 長田奈麻

## 舞台作品
- 旗揚げ公演「ホワイトソング～意味盗り合戦～」（1985年8月27日・28日、アートシアター新宿）
- 第2回公演「逆回転アワー～日本一アブナイお芝居～」（1986年3月21日～23日、新宿アシベホール）
- 第3回公演「カイカイデー」（1986年12月18日・19日、草月ホール）
- 第4回公演「ヒトとアブラ～ソシアルマネー～」（1987年6月23日～29日、新宿タイニイ・アリス）
- 第5回公演「ホワイトソング～意味盗り合戦'88～」（1988年4月29日～5月5日、池袋シアターグリーン）
- 第6回公演「カラフルメリィでオハヨ～いつもの軽い致命傷の朝～」（1988年8月24日～30日、下北沢ザ・スズナリ）
- 第1回番外実験公演「問題あり」（1988年11月3日、早稲田大学 11月26日・27日、渋谷ラ・ママ 12月16日、冗談画報2）
- 第7回公演「後ろ姿の素敵な僕たち～ナニカモ国のコレシカ探し～」（1989年1月18日～29日、新宿シアタートップス）
- 第1回劇団健康プロデュース公演「季節はずれのへっぴょもそ」（1989年3月18日・19日、渋谷ラ・ママ 7月7日、冗談画報2）
- 第8回公演「スマナイ。」（1989年7月19日～31日、新宿シアタートップス 8月4日～6日、扇町ミュージアムスクエア 8月9日・10日、名古屋白川公園特設テント）
- 第2回番外実験公演「プチ天変地異」（1989年11月17日～19日、渋谷ラ・ママ）
- 第2回劇団健康プロデュース公演「BARABARA2」（1990年1月14日・15日、下北沢駅前劇場）
- 第9回公演「牛の人」（1990年3月14日～25日、下北沢ザ・スズナリ）
- 健康プロデュース・まつおあきら「輪島人」（1990年5月6日・7日、新宿ビプランシアター）
- 第3回劇団健康プロデュース公演「サモアの思春期」（1990年7月7日・8日、下北沢駅前劇場）
- 第10回公演「ボーイフレンド」（1990年8月24日～9月7日、新宿シアタートップス）
- 第4回健康プロデュース公演「アルタード・ステーツ」（1990年10月16日～20日、新宿ビプランシアター）
- 健康プロデュース・まつおあきら「百」（1990年11月3日・4日、新宿ビプランシアター）
- 第11回公演「愛と死～LOVE&DEATH～」（1991年2月15日～17日、新宿スペースゼロ 他横浜、仙台、札幌、名古屋、大阪、福岡、浜松公演）
- 健康プロデュース「みやけとデメタン」（1991年5月4日～6日、新宿シアターDEN）
- 第12回公演「カラフルメリィでオハヨ〜いつもの軽い致命傷の朝91〜」（1991年7月17日～22日、下北沢本多劇場）
- 健康スペシャル・プロデュース公演「SUNDAY AFTERNOON」（1991年12月14日・15日、渋谷シードホール）
- 第13回公演「テクノカツゲキ・ウチハソバヤジャナイ」（1992年4月8日～19日、池袋東京芸術劇場小ホール2）
- 第14回公演「スマナイ。PARTY MIX」（1992年8月7日～23日、下北沢本多劇場）
- 第15回公演「トーキョーあたり」（2005年8月5日～28日、下北沢本多劇場）

## 音楽作品
- 劇団健康の爆裂シアター～奮闘編～（1986年12月31日） - ソノシート ※声芝居収録
  - 第3回ナゴム総決起集会にて配布。
  - 藤田秀世、犬山犬子、田口トモロヲ、みのすけ、松村俊也、アベマリア、金沢恵利子、上田、ケラ、羽金道代
- 劇団健康の爆裂シアター～青春残酷編～（1987年2月21日） - ソノシート ※声芝居収録
  - オムニバスアルバム「子どもたちのCity」のLP盤の初回特典。
  - 藤田秀世、犬山犬子、田口トモロヲ、みのすけ、アベマリア、手塚とおる、ケラ
- 出鱈目的（1989年7月21日） - アポロン音楽工業株式会社 ※劇団健康第1回サウンド公演
  - 収録曲「出鱈目的開幕」「出鱈目都市東京」「出鱈目彼氏」「出鱈目的事務室」「小さな喫茶店」「出鱈目的希望」「出鱈目的終宴」
  - ケラ、犬山犬子、まつおあきら、立野みちよ、みのすけ、藤田秀世、新村量子、手塚とおる、鈴木リエ、大堀浩一、三宅弘城、クボタアキ、EDDY三柴、三浦俊一、中野テルヲ

## テレビ出演
- 冗談画報2（フジテレビ、1988年12月16日）
- いきなり!フライデーナイト（フジテレビ、くるりん文シアター）
- でたらめ天使（フジテレビ）
- 邦ちゃんのやまだかつてないテレビ（フジテレビ）
- ギグギャグゲリラ（日本テレビ、オルタネイティブ・ブルー）